# Szumjatis
Szumjatis (arab. شمياطس) – miejscowość w Egipcie, w muhafazie Al-Minufijja. W 2006 roku liczyła 5251 mieszkańców.